# ايمري زابو
ايمري زابو (بالمجرية: Szabó Imre)‏ (و. 1814 – 1881 م) هو سياسي مجري، كان عضوًا في الأكاديمية الهنغارية للعلوم، توفي في زومباثلي، عن عمر يناهز 67 عاماً.

## مناصب
تولى منصب أسقف كاثوليكي (منذ 21 نوفمبر 1869)
- عضو الجمعية الوطنية المجرية
- أسقف أبرشية [الإنجليزية]‏

.